# Eptatretus laurahubbsae
Eptatretus laurahubbsae är en ryggsträngsdjursart som beskrevs av A.J.S. McMillan och Robert L. Wisner 1984. Eptatretus laurahubbsae ingår i släktet Eptatretus och familjen pirålar. IUCN kategoriserar arten globalt som livskraftig. Inga underarter finns listade i Catalogue of Life.